# Abdul Waheed Kakar
Abdul Waheed Kakar, pakistanski general, * 20. marec 1937.
Kakar je bil načelnik Pakistanske kopenske vojske med 1993 in 1996.